# Václav Klaus
Václav Klaus (Praga, 19 de junho de 1941) é um político checo que serviu como primeiro-ministro da República Checa entre 1993 e 1997 e posteriormente como presidente do país de 2003 até 2013. Economista de direita neoliberal, é considerado um dos mais importantes estadistas checos desde a queda do regime comunista na antiga Checoslováquia.
Conhecido como um dos maiores eurocépticos, é, no entanto, respeitado como um dos mais brilhantes economistas dentro da União Europeia, tendo uma grande ligação com os conservadores britânicos. Atrasou em vários meses a última assinatura necessária para que entrasse em vigor o Tratado de Lisboa, por considerar que ele permitiria que alemães expulsos do território checo dos Sudetos exigissem indenização ou retorno de suas propriedades destituídas pelos Decretos de Benes (do ex-presidente tchecoslovaco Edvard Beneš) depois do fim da Segunda Guerra Mundial.
Muitos observadores políticos entendem que Klaus é uma personalidade controversa. Escreveu um livro colocando em dúvida o aquecimento global e considera ONGs como "entidades terroristas".

## Biografia
Václav Klaus formou-se em Economia pela Universidade de Economia de Praga (com especialização em comércio exterior, graduando-se em 1963). Aproveitou a relativa liberalização na Tchecoslováquia para estudar em universidades na Itália (1966) e na Universidade de Cornell, nos EUA (1969).
Atuou em diversos cargos no Banco Estatal da Tchecoslováquia, entre 1971 e 1986, no ano seguinte, ingressou no Instituto de Prognósticos da Academia de Ciências.
Klaus é  casado com a economista eslovaca Livia Klausová, tem dois filhos e cinco netos. Na juventude, se destacou como atleta de alto nível, principalmente no Basquete e no Voleibol. Também gosta de jogar Tênis e esquiar. Publicou vários livros desde 1965, cujos temas se concentram em questões de macroeconomia, equilíbrio econômico, política monetária, inflação, comparação de sistemas econômicos e história da teoria econômica. Nos últimos anos, emitiu uma série de publicações que tratam sobre a reforma econômica e da política econômica durante o período de transição. Vários de seus livros foram traduzidos para diversas línguas e publicados no exterior.

## Carreira política
Klaus começou a carreira política em 1989, na Revolução de Veludo, como Ministro das Finanças. Em outubro de 1991, foi nomeado Vice-Primeiro-Ministro da Tchecoslováquia. No final de 1990, tornou-se presidente do Fórum Cívico, uma entidade civil. Em abril de 1991, ele co-fundou o Partido Democrático Cívico (Občanská Strana demokratická, ODS), do qual foi presidente desde o seu início até dezembro de 2002. 

Com este partido, venceu as eleições parlamentares de junho 1992 e tornou-se Primeiro-Ministro da República Tcheca. Nessa função, ele participou da divisão pacífica da Federação da Tchecoslováquia, que deu origem a República Tcheca e a Eslováquia. Em 1996, foi re-eleito para o cargo, mas teve que renunciar no ano seguinte, devido a irregularidades no financiamento em campanhas do seu partido. Continuou como integrante do parlamento até 2002.

Foi eleito presidente em 28 de Fevereiro de 2003 e re-eleito em 15 de Fevereiro de 2008.

### Posição sobre a União Europeia
Václav Klaus é um dos mais conhecidos eurocéticos. Afirma que a adesão a União Europeia resulta na perda de soberania e identidade nacional dos países-membros. Ele já afirmou que o bloco deveria ser integrado apenas economicamente. Também já comparou a política do bloco com o regime totalitário da União Soviética sobre os países do Leste europeu, durante um discurso no Parlamento Europeu.

### Visita como chefe de Estado ao Brasil
Václav Klaus e comitiva visitaram o Brasil entre os dias 22 e 26 de novembro de 2009. É a segunda vez que um presidente da República Tcheca vem ao Brasil, a primeira foi em 1996. Em Manaus, o Presidente e sua delegação se reuniu com o Governo do Estado e a SUFRAMA.